# Ricardo Alcántara
Ricardo Alcántara Sgarbi (Montevideo, 24 de noviembre de 1946) es un [escritor] [Uruguay | uruguayo], residente en Barcelona, España.

## Biografía
A los 17 años viajó a São Paulo a estudiar psicología porque en la universidad en que estudiaba había cerrado. Trabajó de artesano, cocinero y en una guardería. La editorial La Galera fue la primera en publicar sus libros. 
En 1979 ganó el premio Serra d'Or que por primera vez era otorgado a un libro no escrito en catalán. Después de este premio, ha sido galardonado en diversos certámenes literarios. Es una muestra la obtención del Premio Austral Infantil de 1987 por Un cabello azul.
En 1987 obtuvo el premio Lazarillo con Un cuento grande como una casa. En 1990 obtuvo el premio Apel·les Mestres con Carne y uña. Ha figurado en la Lista de Honor del Banco del Libro en Venezuela y del CCEI en España. También fue seleccionado para la Antología del Cuento Español (Universidad de Nebraska, EUA). La novela ¿Quién quiere a los viejos? ha sido seleccionada para la exposición The White Ravens 1997, que organiza anualmente la Biblioteca Internacional de Múnich.
Reside en el Ensanche de Barcelona.